# District de Da'an
Pour les articles homonymes, voir Da'an (homonymie).
Le district de Da'an (大安区 ; pinyin : Dà'ān Qū) est une subdivision administrative de la province du Sichuan en Chine. Il est placé sous la juridiction de la ville-préfecture de Zigong.